# Vanadiocarfolita
La vanadiocarfolita és un mineral de la classe dels silicats que pertany al grup de la carfolita. El seu nom fa referència al seu contingut en vanadi i a la seva relació amb la carfolita.

## Característiques
La vanadiocarfolita és un silicat de fórmula química {\displaystyle {\ce {Mn^2+V^3+AlSi2O6(OH)4}}}. Cristal·litza en el sistema ortoròmbic. És l'anàleg mineral amb vanadi(III) de la carfolita.
Segons la classificació de Nickel-Strunz, la vanadiocarfolita pertany a «09.DB - Inosilicats amb 2 cadenes senzilles periòdiques, {\displaystyle {\ce {Si2O6}}}; minerals relacionats amb el piroxens» juntament amb els següents minerals: balifolita, carfolita, ferrocarfolita, magnesiocarfolita, potassiccarfolita, lorenzenita, lintisita, punkaruaivita, eliseevita, kukisvumita, manganokukisvumita, vinogradovita, paravinogradovita, nchwaningita, plancheïta, shattuckita, aerinita i capranicaïta.

## Formació i jaciments
La vanadiocarfolita es forma en shales metamorfosades en un petit grau. Va ser descoberta a la mina Molinello, a Ne (Província de Gènova, Ligúria, Itàlia). També ha estat descrita a la mina Valgraveglia, també situada a Ne.